# 켐트로닉스
주식회사 켐트로닉스(영어: Chemtronics)는 대한민국의 전자용 약품 등 종합 IT 소재·부품 기업이다.

## 사업
2023년 기준 케미컬과 디스플레이의 화학 계열사업(매출비중 46.6%)과 무선충전, 전장, 전자부품의 전자계열사업(매출비중 53.3%)을 영위한다.

## 기술
유리 원장 식각 원천 기술을 보유하고 있고 관련 공정의 풀 밸류체인을 구축하고 있다.